# Zarząd miasta Belgradu
Zarząd miasta Belgradu (serb./chorw. Управа града Београда/Uprava grada Beograda) – jednostka podziału terytorialnego Królestwa Jugosławii w latach 1929–1941. Obejmowała stołeczny Belgrad z przyległymi miastami (dziś dzielnicami) Zemun i Pančevo, tworzące razem enklawę w obszarze banowiny dunajskiej. Według danych spisu powszechnego z 1931 ludność liczyła 72,5% prawosławnych, 19,6% katolików, 2,6% ewangelików. Po upadku Jugosławii w 1941 Belgrad znalazł się w okupowanej przez Niemcy Serbii, Zemun – w Niepodległym Państwie Chorwackim, a Pančevo – w autonomicznym zachodnim Banacie rządzonym przez tamtejszych Niemców.